# Zheng Jun
Zheng Jun, en Chino: 郑钧; (nacido el 6 de noviembre de 1967 en Xi'an, Shaanxi) es un cantante y compositor de género rock chino. Estudió en la universidad de Hangzhou. Su primer álbum titulado, "Naked" (赤裸裸), fue lanzado bajo el sello de "Red Star Productions" en 1994, logrando un éxito arrollador. Luego lanzó su próximo álbum titulado "Third Eye", tres años después y "Bloom" dos años después del anterior.
Zheng Jun ha logrado cierta fama en los Estados Unidos, a través de su tema musical en su versión en chino titulado "Coldplay" "Yellow" ( "流星") ("estrella fugaz", pinyin: liu xing), que fue incluido para una banda sonora, de una serie de televisión taiwanesa de 2001 titulado "Meteor Garden I". Desde entonces ha publicado también otros dos álbumes como "Our Life Is Full Of Sunshine" y  "Chang An Chang An".
En 2007, Zheng se unió a un grupo de muchachos, de una secuela de "Super Girl" difundida por la red de "Hunan TV" vía satélite, aunque se desató una controversia provocando peleas surgió, con uno de sus compañeros de juez en el programa, Yang Erche Namu, por sentirse encima de su ranking de un concursante de su ciudad natal de Xi'an.

## Discografía

### Álbumes de estudio
| Año  | Título                       |
| ---- | ---------------------------- |
| 1994 | Naked                        |
| 1997 | Third Eye                    |
| 1999 | Bloom                        |
| 2003 | Our Life Is Full Of Sunshine |
| 2007 | Chang An Chang An            |

### Álbumes en vivo
| Año  | Título                             |
| ---- | ---------------------------------- |
| 2001 | Accidental = JZ                    |
| 2005 | Industrial Society Concert Beijing |